# Les Trois Pignons
Les Trois Pignons (The Adventure of the Three Gables en version originale), est l'une des cinquante-six nouvelles d'Arthur Conan Doyle mettant en scène le détective Sherlock Holmes. Elle est parue pour la première fois le 18 septembre 1926 dans l'hebdomadaire américain Liberty, avant d'être regroupée avec d'autres nouvelles dans le recueil Les Archives de Sherlock Holmes (The Case-Book of Sherlock Holmes).

## Résumé

### Mystère initial
Au 221B Baker Street, Sherlock Holmes, qui se trouve en compagnie du Dr Watson, reçoit la visite éclair de Steve Dixie, un homme noir venu dire au détective de ne pas se mêler d'une mystérieuse affaire à Harrow. Holmes reconnaît en lui un homme de main travaillant sous les ordres d'un dénommé Barney Stockdale, qui agit lui-même pour le compte de commanditaires. La menace n'impressionne pas Holmes, qui y voit au contraire une raison de s'intéresser de plus près à l'affaire en question. Le détective a récemment reçu la lettre d'une vieille dame, Mrs Mary Maberley, habitante de Harrow, demandant au détective de se rendre chez elle à la maison des Trois-Pignons pour enquêter sur les événements qui s'y trament.
Holmes et Watson se rendent chez Mrs Maberley. Celle-ci, dont le fils est récemment décédé d'une pneumonie en Italie, leur explique avoir reçu trois jours auparavant la visite d'un homme s'étant fait passer pour un agent immobilier. Celui-ci lui a proposé de racheter sa maison à un prix élevé, ainsi que l'ensemble de son mobilier et de ses affaires personnelles. Ayant trouvé la proposition suspecte, elle s'est tournée vers son avocat, M. Sutro, qui lui a conseillé de ne pas accepter cette offre.

### Résolution
Le récit de la vieille dame n'est pas encore terminé que Holmes se lève et ouvre la porte du salon, tombant nez-à-nez avec Susan, la domestique de Mrs Maberley, qui écoutait la conversation. En quelques minutes, le détective parvient à découvrir que celle-ci travaille en réalité pour Barney Stockdale et qu'elle l'a informé du fait que Holmes avait été contacté, ce qui explique la venue de Steve Dixie à Baker Street. Le détective tente d'apprendre qui est le commanditaire qui se trouve derrière Stockdale, mais Susan refuse de répondre. Quelques indices permettent néanmoins à Holmes de déduire qu'il s'agit d'une femme riche. La conversation s'envenime et Susan quitte la maison sur le champ en abandonnant son poste de domestique qui lui servait à espionner la maîtresse de maison.
À la suite de cet incident, Holmes cherche à comprendre quel objet de valeur se trouve caché dans la maison de Mrs Maberley, ce qui expliquerait qu'une personne soit prête à payer une fortune pour en devenir propriétaire. Il finit par déterminer que l'objet convoité pourrait se trouver dans les affaires du fils de Mrs Maberley, Douglas, dont les effets personnels ont été récemment rapatriés chez sa mère à la suite de son décès. Holmes recommande à la vieille dame d'inspecter dans la soirée l'ensemble des affaires de son fils et de demander à son avocat, M. Sutro, de passer la nuit aux Trois-Pignons pour assurer sa sécurité. Le détective prévoit de revenir le lendemain et part retrouver l'un de ses informateurs, Langdale Pike, que Watson qualifie de « livre humain sur tous les scandales de la société ».
Le lendemain matin, Holmes et Watson ont la mauvaise surprise de recevoir un télégramme de M. Sutro signalant qu'un cambriolage a eu lieu pendant la nuit aux Trois-Pignons. Sur place, Mrs Maberley explique au détective qu'elle n'a pas suivi son conseil et a passé la nuit seule chez elle. Les cambrioleurs l'ont endormie à l'aide d'un chiffon chloroformé. En se réveillant, elle est parvenue à arracher à l'un des cambrioleurs une feuille où elle a reconnu l'écriture de son fils. Le document en question constitue la dernière page d'un étrange manuscrit traitant d'amour et de haine. Aucun autre objet ne semble avoir été volé : les cambrioleurs cherchaient quelque chose de précis dans les affaires de Douglas qui ne contenaient pourtant aucun objet de valeur.
Pour Holmes, l'affaire est claire. Le détective demande à Watson de l'accompagner chez Isadora Klein, la commanditaire du cambriolage. Il s'agit d'une Espagnole fort belle et veuve d'un riche Allemand ayant fait fortune dans l'industrie du sucre. Grâce à Langdale Pike, Holmes a appris qu'après le décès de son mari, Isadora Klein a eu plusieurs amants, dont Douglas Maberley, à qui elle a refusé le mariage. Lorsque Holmes et Watson rencontrent l'intéressée, celle-ci reconnaît sa culpabilité mais se défend avec arrogance en apportant des explications. Douglas Maberley, cherchant à se venger, avait écrit un long manuscrit au sujet de sa relation avec elle et menaçait de le faire publier pour la discréditer. À la suite de sa mort accidentelle, elle a voulu récupérer le manuscrit légalement en faisant une offre à Mrs Maberley de manière à racheter l'ensemble de ses biens. Face à son refus, elle a finalement envoyé des cambrioleurs pour récupérer le manuscrit qu'elle a détruit en le brûlant dans sa cheminée. Sherlock Holmes accepte de ne pas révéler les tenants et aboutissants de l'affaire à Scotland Yard en l'échange d'un chèque de 5 000 livres sterling à destination de Mrs Maberley, pour que celle-ci puisse réaliser son souhait de voyager à travers le monde.

## Analyses
La nouvelle suscite le débat parmi les spécialistes de Sherlock Holmes pour savoir à quelle date se déroule l'enquête. Dans l'ouvrage de Jean-Pierre Crauser dédié à la question, intitulé Quel jour sommes-nous, Watson ? (2005), l'auteur défend l'idée que l'affaire se déroule vers la fin de la carrière du détective du fait qu'un policier évoque un relevé d'empreintes digitales, technique formalisée en Angleterre en 1901 avec la création par Scotland Yard d'un fichier d'empreintes digitales. La saison est par ailleurs propice à la floraison du fait que Watson évoque la présence de géraniums devant les Trois-Pignons. Jean-Pierre Crauser plaide ainsi pour un déroulement de l'enquête à l'été 1902. Les autres spécialistes ayant établi une chronologie complète des aventures de Sherlock Holmes ont situé l'enquête à des dates différentes : H. W. Bell (qui publie sa chronologie en 1932) plaide pour la fin mai 1903, Jay Finley Christ (1947) défend la date du 14 septembre 1902, Ernest Bloomfield Zeisler (1953) le 1er juin 1896, William S. Baring-Gould (1967) le 23 mai 1903 et John Hall (1993) opte pour le printemps 1902.

## Adaptations

### Télévision
La nouvelle a été adaptée en 1994 dans la série Sherlock Holmes avec Jeremy Brett dans le rôle du détective et Edward Hardwicke dans le rôle de Watson. L'intrigue diffère de celle d'origine sur plusieurs points. Douglas Maberley apparaît comme le petit-fils de Mrs Maberley et non comme son fils. Il meurt dans la maison de sa grand-mère après avoir été passé à tabac par des boxeurs embauchés par Isadora Klein. Enfin, Steve Dixie se bat avec Watson lors du cambriolage.

### Livre audio
La nouvelle a été adaptée en France en 2011 par La Compagnie du Savoir sous forme de livre audio intitulé « Les Trois Pignons ». Le récit, d'une durée de 41 minutes, est narré par Cyril Deguillen.